# Операција Тојфел
Операција Тојфел је назив за највећу битка између јединица ЈВуО с једне и снага Нацистичке Немачке и снага НДХ с друге стране, током априла месеца 1943. године, у периоду непосредно пре капитулације Италије, у Босни на добојском Озрену.
Озренски корпус ЈВуО  је у ово доба имао важећи споразум о примирју са Независном Државом Хрватском, а тиме и са Немцима, док је био у ратном стању са усташама и партизанима. У таквим условима, команда Озренског одреда саветовала је својим борцима да према окупатору и другим непријатељима буду опрезни и не испољавају намере.
До борбе са Немцима ипак је дошло. Немци су за покретање велике операције имали и непосредан повод. Како је Цвијетин Тодић, командант Озренског одреда, 14. априла известио свог првог претпостављеног, Радета Радића, једна немачка патрола била је 5. априла упућена у извиђање из Маглаја у Завидовиће. Четници су их пустили, према споразуму са НДХ, али су их у повратку напали. Три Немца су погинула а девет их је заробљено. Четници су стрељали заробљенике.
Одмах након то немачке и хрватске снаге напале су Озренски и Зенички одред.
Уследиле су припреме за Операцију ”Тојфел” (у преводу – ”Ђаво”), свакако у складу са именом ”Вражја дивизија” (369. легионарска), која је чинила окосницу непријатељских снага. Немци су повлачили јединице из разних крајева и лагано опкољавали Озрен. Леци бачени из авиона остали су без одјека (”Предајте се, озренски четници, не гините лудо, ваш даљњи отпор је илузоран, који води вас у тоталну катастрофу и самоубиство. Опкољени сте ваздухопловством и тешким топништвом немачке силе…”) И Озренски четнички одред се спремао за борбу. Он је бројао 2.500 људи, који су сем пушака имали око 100 пушкомитраљеза, неколико минобацача и противтенсковских пушака и један топ.
Првог дана, 9. априла, Немци су напредовали са свих страна, иако су четници порушили пруге Добој – Тузла и Добој – Маглај. У контранападу следећег дана, четници враћају Немце до железничке станице Трбук и села Јабланица код Маглаја, уништивши им три тенка и заробивши нешто оружја. Али током наредних дана обруч се постепено сужавао. Четници, праћени великим збеговима, најпре су се повукли до Брезика, у којима се још од 1941. године налазила болница Озренског одреда. 
Пред налетима многобројније пешадије, немилосрдно тучени авијацијом и артиљеријом, четници и збегови потом се повлаче на врх Озрена, Краљицу. 
Од Краљице није се имало куд даље. Цвијетин Тодић позива на договор команданте шест од својих седам батаљона. Одлучено је да се изврши пробој обруча преко виса Кобиловца и села Горња Буковица у шуме Црне Плоче на јужним падинама Озрена, односно да се непријатељу зађе за леђа. 
У првим редовима међу четницима је био и Тодић, са својим тенковским митраљезом који је заробио од Немаца на Трбуку септембра 1941. године. Миленко Максимовић описује пробој:
Након пола сата, у подножју Краљице, низ Стрмац се провали громовска борба… Кључало је као у лонцу. Прво се проломио прасак пушака и митраљеза, а затим бомби. Поче пјесма, а затим и вика из свег гласа: ”Јуриш, браћо, јуриш”… У први сумрак на Врелима и Васиљевцима поново се проломи: ”Ура, јуриш, браћо!” То 3. и 4. батаљон јуришају и гоне непријатеља низ брдо… Након неколико сати крваве борбе Нијемци су сатјерани у подножје Краљице, у превоју Брезика. Непријатељ је овде имао доста наоружања, тако да је убрзо извршио прегруписавање и поново кренуо у напад. И тада се заорила пјесма, а потом нови јуриш Тодићевих бораца. На фронту 3. и 4. батаљона у Брезицама, гдје су биле најјаче њемачке снаге, Озренци су се помијешали са Нијемцима. Борба се води бомбама и кундацима, а потом и хватањем за вратове.
Пробој је био успешан. Исте ноћи Немци и Хрвати су се повукли према Добоју и Маглају и потом су почели преговори, после којих је све враћено на претходно стање. Према Миленку Максимовићу, четници су запленили пет тешких митраљеза, шест тешких и неколико лаких минобацача, неколико десетина пушкомитраљеза, по неколико стотина пушака и бомби, као и много муниције, одеће и друге ратне спреме. 
Нешто касније, 21. јуна, делегат Врховне команде капетан Митрановић је преко радио станице војводе Ђујића пренео следећи извештај о Бици на Озрену:
Тринаестог априла Немци и хрватска ”Вражја дивизија” напали су Озренски одред. На бојишту су оставили преко 2.000 мртвих и рањених. Четници су имали 150 мртвих и рањених. Немци запалили нека села и одвели 200 особа у интернацију, а Зенички одред успео је да уништи два усташка вода.83
Немачка команда Југоистока, извештавајући Берлин 15. априла да су озренски четници пружили ”жесток отпор” и да се део њихових снага са већим бројем мештана пробио из обруча, наводи знатно мање цифре: на страни четника 158 погинулих и 148 заробљених, а на страни Немаца и Хрвата 38 мртвих, 64 рањена и двадесетак несталих војника.
Према немачким изворима Операција ”Тојфел” је трајала од 14. до 17. априла, а према усташким од 13. до 19. априла.
Према немачким изворима, у операцији су учествовали делови 369. дивизије (”Вражје”), два батаљона домобрана ”и друге јединице које су редовно пратиле походе Немаца и усташа против српских села у НДХ”, као и авијација и артиљерија.